# غريت بكستون (كامبريدجشير)
غريت بکستون (كامبريدجشير) (بالإنجليزية: Great Paxton)‏ هي قرية و أبرشية مدنية تقع في المملكة المتحدة في إنجلترا.